# Troglohyphantes albopictus
Troglohyphantes albopictus är en spindelart som beskrevs av Carlo Pesarini 1989. Troglohyphantes albopictus ingår i släktet Troglohyphantes och familjen täckvävarspindlar.
Artens utbredningsområde är Italien. Inga underarter finns listade i Catalogue of Life.